# 더 스파이 (영화)
《더 스파이》(영어: The Courier)는 2020년 공개된 역사 드라마 영화로, 도미닉 쿡이 감독을 맡았다.  2020 선댄스 영화제에서 전 세계 최초로 공개되었다.
평범한 영국인 사업가였던 그레빌 윈이 적국인 소련 모스크바로 잠입하면서 벌어지는 첩보 작전 실화를 다룬 작품이다.

## 줄거리
1960년대, 소련 고위 관료이자 정보 장교인 올레그 펜코프스키는 핵전쟁 위협이 고조되는 상황에 실망감을 느껴 미국에 정보를 제공하려 한다. CIA와 MI6는 정보원과 일반 사업가를 연결하는 방법을 택하고, 평범한 사업가 그레빌 윈에게 모스크바 출장을 제안한다. 사업 기회를 탐색하는 척하며 모스크바에 간 윈은 펜코프스키와 사업 관계를 맺고, 펜코프스키는 서방 정보 기관에 정보를 제공한다. 처음에는 망설이던 윈은 핵전쟁을 막을 수 있다는 설득과 펜코프스키의 간절한 호소에 결국 정보 전달자 역할을 수락한다.
윈은 사업 출장을 이용해 펜코프스키의 메시지와 패키지를 CIA로 전달하며, 개인 생활에 어려움을 겪는다. 펜코프스키는 소련이 쿠바를 미국에 대한 핵 위협으로 만들려 한다는 정보를 제공하고, 이는 쿠바 미사일 위기 해결에 결정적인 역할을 한다. 그러나 소련은 정보 유출을 눈치채고 윈의 호텔을 수색한다. 윈은 위험을 감지하고 급히 출국하지만, 펜코프스키를 걱정해 MI6의 만류에도 불구하고 다시 모스크바로 돌아간다. 펜코프스키의 망명을 돕려 하지만 소련은 이미 펜코프스키를 체포하고 두 사람 모두 붙잡는다.
윈은 감옥에서 열악한 환경에 놓이고 건강이 악화된다. 그는 펜코프스키를 사업 파트너로만 알았다고 주장하며 무죄를 주장한다. 몇 달 후, 그의 아내를 통해 쿠바에서 소련 미사일이 철수되었다는 소식을 듣고 희망을 얻는다. 심문 과정에서 펜코프스키를 만나 서로의 노력이 가치 있었음을 확인한다. 1964년 윈은 소련 스파이와 교환되어 런던으로 돌아오지만, 펜코프스키는 반역죄로 처형당하고 가족들은 모스크바에서 살게 된다. 이 사건을 계기로 미국과 소련은 핵 재앙을 막기 위한 핫라인을 구축한다.

## 출연진
- 베네딕트 컴버배치 - 그레빌 윈 역, 영국의 사업가
- 메라브 니니제 - 올레그 펜콥스키 역, 소련의 대령
- 레이철 브로스너핸 - 에밀리 도너번 역, CIA 요원
- 제시 버클리 - 셰일리아 윈 역, 그레빌의 아내
- 앵거스 라이트 - 디키 프랭크스 역, MI6 요원
- 키릴 피로고프 - 그리바노프 역, KGB 요원
- 케어 힐스 - 앤드루 윈 역, 그레빌의 아들
- 마리아 미로노바 - 베라 역, 펜콥스키의 아내
- 에마 펜지나 - 니나 역, 펜콥스키의 딸
- 젤코 이바네크 - CIA 국장 역
- 블라디미르 추프리코프 - 니키타 흐루쇼프 역
- 안톤 레서 - 버트랜드 역
- 제임스 스코필드 - 콕스 역
- 프레드 헤이그 - 리 역
- 페트르 클리메스 - 포포프 역
- 올리버 존스톤 - 로벳 역
- 온드레이 말리 - 미트로힌 역